# 新島島站

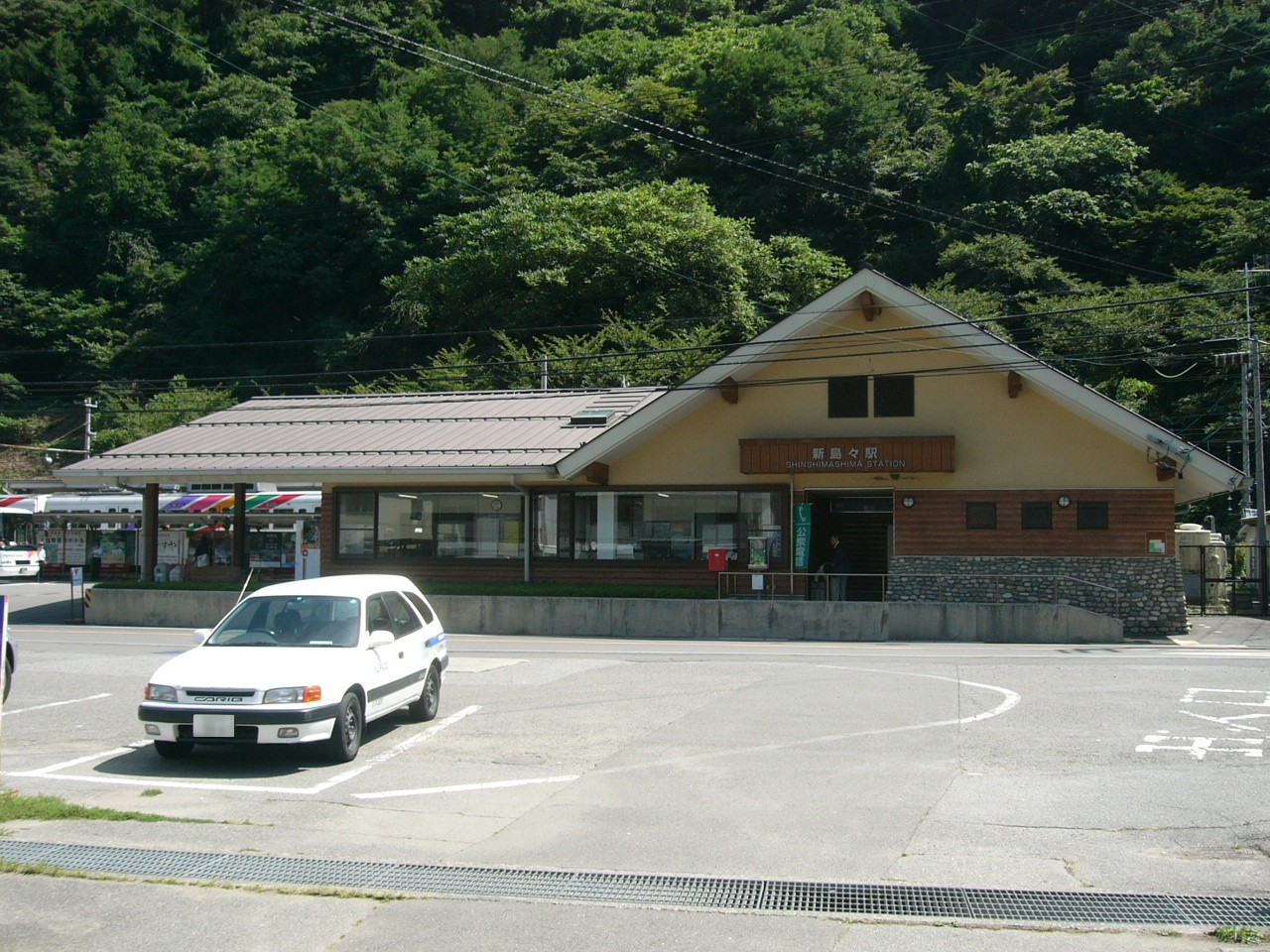
車站大樓 側面

新島島站（日语：／ Shin-shimashima eki */?）是位於長野縣松本市波田赤松，Alpico交通的上高地線車站（終點站）。車站編號為AK-14。
在上高地線啟用時，此站曾名為赤松站（日语：／），後來在1966年10月改名為新島島站。此站是白骨溫泉、乘鞍高原、上高地的玄關口，鄰接車站設有巴士總站。

## 歷史
- 1924年（大正13年）9月26日：筑摩電氣鐵道 渕東至島島之間開通，赤松站啟用，[2]。
- 1932年（昭和7年）12月2日 - 公司名稱改為松本電氣鐵道。
- 1966年（昭和41年）10月1日：隨著島島站的總站功能遷移至此站，此站改名為新島島站[1]。
- 1983年（昭和58年）9月28日：颱風佛瑞特吹襲日本，前往島島站之路段發生山泥傾瀉，此站成為了臨時終點站。
- 1985年（昭和60年）1月1日：此站至島島之間廢止，此站成為了正式終點站。
- 2002年（平成14年）7月20日：車站大樓重建[3]。
- 2011年（平成23年）4月1日 - 公司名稱改為Alpico交通。

## 車站構造
車站是一座地面車站，設有1面2線島式月台。此站是直營車站。站前設有前往上高地方向的巴士站（新島島巴士總站）。
此站設有自動售票機，可購買上高地線鐵路與巴士的單程車票。此站也設有售票櫃臺，可購買巴士車票，也可購買前往部分車站（包括長野站與東京都區內）的硬式車票（JR線連絡車票）。另外於閘口內設有補票櫃臺，乘客可在該處進行補票以便前往上高地方向或松本方向（轉乘車票）。
已廢止的舊島島站方向路軌上還有數十米路段，該處設有車輛檢查、調度與夜間停泊的設施。該處的出發信號機未有撤走，而變成一個停止使用的狀態。
在島式月台中沒有月台編號。靠近車站大樓的路軌為本線。

## 使用狀況
根據「松本市統計書」，以下為1日平均乘車人次列表：
| 乘車人次變化 | 乘車人次變化 |
| 年度         | 1日平均人次  |
| ------------ | ------------ |
| 2009         | 236          |
| 2010         | 233          |
| 2011         | 230          |
| 2012         | 258          |
| 2013         | 252          |
| 2014         | 241          |
| 2015         | 265          |
| 2016         | 271          |
| 2017         | 258          |

## 車站周邊
- 梓川
- 國道158號

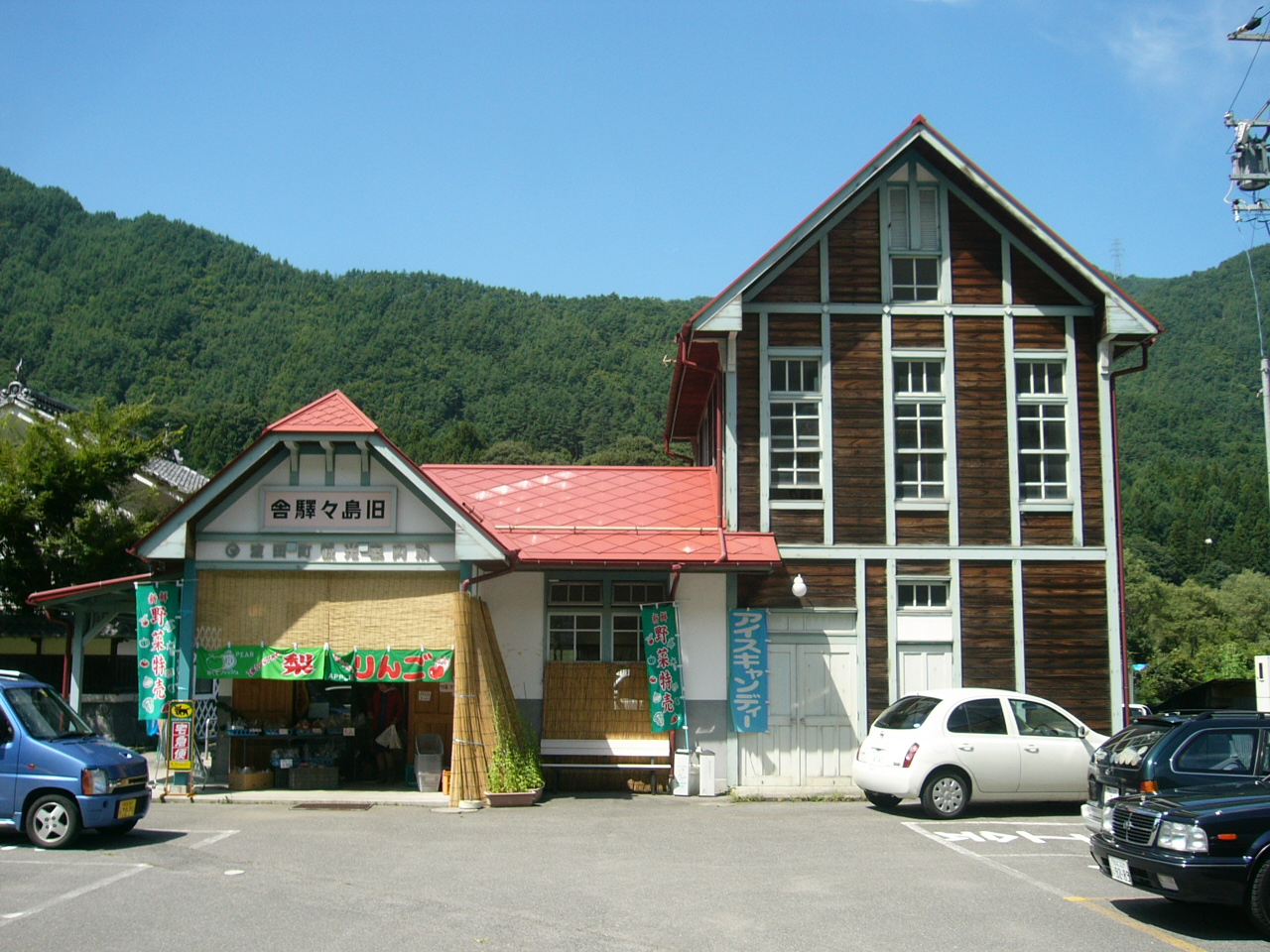
舊島島站車站大樓變成了「波田町觀光詢問處」

- 松本市波田觀光詢問處（舊島島站車站大樓復原設施）
- 昭和電工赤松発電所
- 八景山（日语：八景山）公民館（北岸）
- 八景山橋（日语：八景山橋）

## 巴士路線

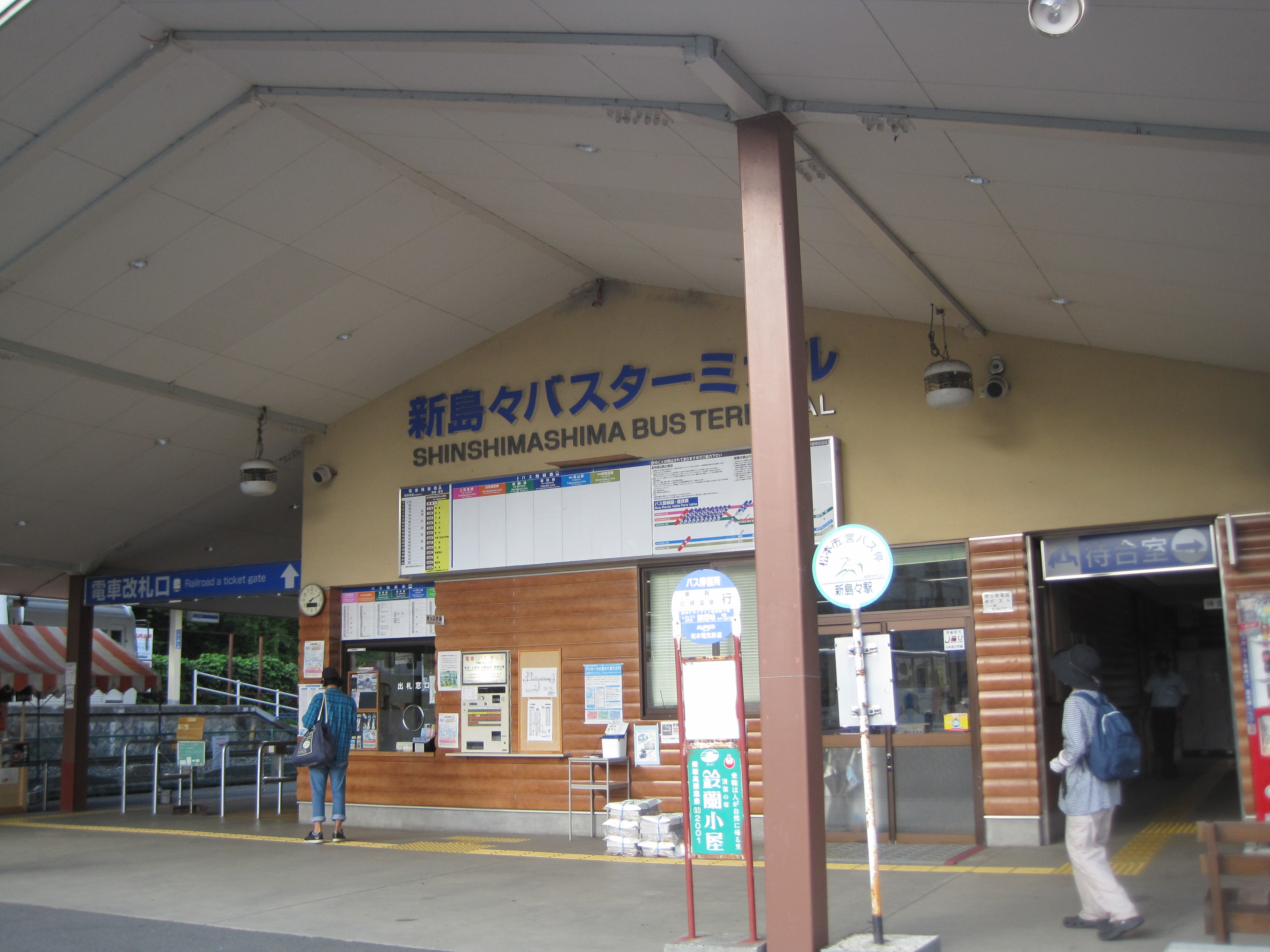
巴士總站櫃臺

在新島島巴士總站內設有Alpico交通的新島島營業所。
- 高速巴士、特急巴士
高山（日语：高山濃飛バスセンター）、新穗高溫泉（日语：新穂高温泉）、東京（爽朗信州號（日语：さわやか信州号））方向
- 一般巴士路線
Alpico交通 - 上高地、乘鞍、白骨溫泉方向
松本市營巴士（日语：松本市営バス） - 川浦方向

## 相鄰車站
Alpico交通
上高地線
渕東（AK-13）－新島島（AK-14）
松本電氣鐵道
上高地線（1985年廢止區間）
新島島－島島

## 注腳
1. 1 2 3 4 5  信濃毎日新聞社出版部. . 信濃毎日新聞社. 2011-07-24: 319. ISBN 9784784071647 （日语）.
2. ↑  今尾惠介監修《日本鉄道旅行地図 6号 北信越》新潮社，2008年，p.39
3. ↑  . RAIL FAN (鐵道友之會). 2002年10月号, 49 (10): 22 （日语）.

## 外部連結
- 新島島站 （页面存档备份，存于）（日語） - Alpico交通